# Бичкова Олена Олександрівна
Бичкова Олена Олександрівна (рос. Бычкова Елена Александровна, 21 серпня 1976, Москва, РФ) — російська письменниця-фантастка та журналістка. Постійна співавторка Олексія Пєхова та Наталії Турчанінової.  Членкиня Союзу письменників РФ.
Дебютний роман «Рубін Карашехра» (у співавторстві з Наталією Турчаніновою), перший у однойменній трилогії, отримав нагороду «Срібний кадуцей» у 2004 р. на Міжнародному фестивалі фантастики «Зоряний міст», а також премію «Кинджал без імені» від видавництва «Армада» у номінації кращий дебют року.
Роман «Променистий» був названий «Книгою року» журналом «Світ Фантастики» у 2007 р., як найкраще продовження російського циклу.
Найбільш популярний у авторки цикл «Кіндрет» (у співавторстві з Н. Турчаніновою та О. Пєховим). Міське фентезі у сучасних реаліях – про вампіра-емпата Дареле, який володіє унікальними можливостями та відчуває себе людиною, а також широкою мережею вампірських кланів, які ведуть постійну боротьбу за владу. Перша книга циклу – «Кіндрет. Кровні брати» – отримала літературну премію «Мандрівник» у 2006 р. як краще міське фентезі 2001-2005 рр.
У 2013 р. професійну літературну премію «Мандрівник» отримав роман «Іноді вони помирають», що був написаний за особистих вражень авторок від Еверест-треку у Гімалаях – підйому на 5500 м до базового табору Евереста.
Сценаристка комп’ютерних ігор, у тому числі «King’s Bounty. Легенда про лицаря» та доповнення «Heroes of Might and Magic V» (у співавторстві з Н. Турчаніновою та О. Пєховим).

## Біографія
Олена Бичкова народилася 21 серпня 1976 року у Москві. Навчалась у гуманітарному класі. Після закінчення школи вступила на факультет журналістики Московського Державного Університету.
Після закінчення ВНЗу вступила до аспірантури на кафедру зарубіжної журналістики та літератури.
Паралельно працювала журналісткою, редакторкою, спеціальною кореспонденткою. Спеціалізується на тематиці «зарубіжна нерухомість», «неформальний молодіжний рух», «боротьба за СНІДом».
Перша літературна публікація (оповідання «Сніговий тигр») відбулась у 2000 р. в інтернет-журналі молодих російських письменників «Пролог» при Міністерстві культури РФ. Дебютний роман «Рубін Карашехра» вийшов у 2004 р. у видавництві «Альфа-книга».

## Особисте життя
Одружена з письменником-фантастом Олексієм Пєховим з вересня 2004 р. Працює з ним у постійному співавторстві.
Захоплюється гірським трекінгом та фотографією. Разом з співавторами пройшла Еверест-трек (висота 5550 м) та Аннапурна-круг (5416 м).
Часто подорожує країнами світу. Використовує свої мандрівки для написання нових сюжетів книг.

### Російське вторгнення в Україну
Підтримує російське вторгнення в Україну. Допис з публічним виправданням агресії був опублікований в Instagram. За кілька днів був видалений, можливо у зв'язку з тим, що авторка має публікації в країнах ЄС.

## Нагороди та премії
- 2013 р. – премія «Мандріник» за роман «Іноді вони помирають» (рос. Иногда они умирают)
- Медаль ім.  О. С. Грибоєдова. За досягнення в літературі
- Медаль ім. М. В. Гоголя. За розвиток загальнослов’янських культурних традицій та гуманізм у творчості
- 2007 р. – «Книга року» в номінації «краще продовження російського фентезі» за версією журналу «Світ фантастики» за роман «Променистий»
- 2006 р. – премія «Мандрівник» за роман «Кіндрет. Кровні брати».
- Авторська премія санкт-петербурзької письменниці Хаєцької Олени — за оповідання.
- 2005 р. –  «Королівський Золотий» за оповідання «Шанс»
- 2004 р. –  «Срібний кадуцей» за роман «Рубін Карашехра»
- 2004 р. –  «Кинджал без імені» за роман «Рубін Карашехра»

## Творчість

### Романи
- 2012р. –  «Іноді вони помирають» (рос. Иногда они умирают) — співавтор Н. Турчанінова

Трилогія «Рубін Карашехра» (рос. Трилогия «Рубин Карашэхра»)
- 2004 р. –  «Рубін Карашехра» (рос. Рубин Карашэхра) — співавтор Н. Турчанінова
- 2005 р. –  «Заручники Світла»(рос. Заложники Света) — співавтор Н. Турчанінова
- 2007 р. –  «Променистий»(рос. Лучезарный) — співавтор Н. Турчанінова

Тетралогія «Кіндрет» (рос. Тетралогия «Киндрэт»)
- 2005 р. –  «Кровні брати» (рос. Кровные братья) — співавтори Н. Турчанінова, О. Пєхов
- 2007 р. –  «Чаклун з клану Смерті» (рос. Колдун из клана Смерти) — співавтори Н. Турчанінова, О. Пєхов
- 2009 р. –  «Засновник» (рос. Основатель) — співавтори Н. Турчанінова, О. Пєхов
- 2010 р. –  «Нові боги» (рос. Новые боги) — співавтори Н. Турчанінова, О. Пєхов

Ділогія «Заклинателі» (рос. Дилогия «Заклинатели»)
- 2011 р. –  «Заклинателі» (рос. Заклинатели) — співавтори Н. Турчанінова, О. Пєхов
- 2014 р. – «Пастка для духу»  (рос. Ловушка для духа) — співавтори Н. Турчанінова, О. Пєхов

Цикл «Майстер снів» (рос. Цикл «Мастер снов»)
- 2014 р. – «Майстер снів» (рос. Мастер снов) — співавтори Н. Турчанінова, О. Пєхов
- 2015 р. – «Творець кошмарів»  (рос. Создатель кошмаров) — співавтори Н. Турчанінова, О. Пєхов

### Повісті та оповідання
Збірка «Шанс» 
- 1999 р. – «Сніжний тигр» (рос. Снежный тигр)— у співавторстві з Н. Турчаніновою
- 2007 р. – «Ніч літнього сонцестояння» (рос. Ночь летнего солнцестояния)— у співавторстві з Н. Турчаніновою, О. Пєховим
- 2009 р. – «Свято духів» (рос. Праздник духов)— у співавторстві з Н. Турчаніновою
- 2002 р. – «Двоє з розбитого корабля» (рос. Двое с разбитого корабля)— у співавторстві з Н. Турчаніновою
- 2001 р. – «Перо з крила ангела» (рос. Перо из крыла ангела)— у співавторстві з Н. Турчаніновою
- 1991 р. – «За п'ятнадцять сьома» (рос. Без пятнадцати семь)— у співавторстві з Н. Турчаніновою
- 2000 р. – «Рів Д’Арт» (рос. Рив Д’Арт)— у співавторстві з Н. Турчаніновою
- 1998 р. – «Glorioza Superba»— у співавторстві з Н. Турчаніновою
- 2009 р. – «Трохи спокою під час чуми» (рос. «Немного покоя во время чумы)— у співавторстві з Н. Турчаніновою, О. Пєховим
- 2003 р. – «Шанс» (рос. Шанс)— у співавторстві з Н. Турчаніновою
- ???? р. – «Темний мисливець» (рос. Тёмный охотник) — повість-приквел по світу нічної Столиці; у співавторстві з Н. Турчаніновою, О. Пєховим
- 2003 р. – «Безцінна нагорода» (рос. Бесценная награда) (2003) — повість, на основі якої була пізніше написана трилогія «Рубін Карашехра», у співавторстві з Н. Турчаніновою
- 2000 р. – «Зцілення» (рос. Исцеление)— у співавторстві з Н. Турчаніновою
- 2000 р. – «Північна країна» (рос. Северная страна)— у співавторстві з Н. Турчаніновою
- 2000 р. – «Юна троянда» (рос. Юная роза)— у співавторстві з Н. Турчаніновою

### Переклади
Переклад роман «Кровні брати» під псевдонімом Lena Meydan. Це не просто переклад, а адаптація, в якій змінені сюжетні лінії та персонажі.
- Американське видавництво: Twilight Forever Rising (презентація відбулась 28 вересня 2010)
- Німецьке видавництво: Der Clan der Vampire (книга опублікована 21 лютого 2011)

## Цікаві факти
- Ілюстрації до книг О. Бичкової та Н. Турчанінової створює художник Володимир Бондарь
- Разом з О. Пєховим та Н. Турчаніновою брала участь у створенні сценарію до комп’ютерної гри — «King’s Bounty. Легенда про лицаря»
- Роман «Кровні брати» був перекладений англійською та випущений у вересні  2010 р. у США видавництвом TOR. Перекладач — Ендрю Бромфілд (Adrew Blomfield).